# 1880.
1880. je deveto desetletje v 19. stoletju med letoma 1880 in 1889. 